# Andrea Wagner (Filmeditorin)
Andrea Wagner ist eine österreichische Filmeditorin.

## Leben
Andrea Wagner studierte Schnitt an der Filmakademie der Hochschule für Musik und darstellende Kunst in Wien. Am Beginn ihrer beruflichen Tätigkeit war sie Schnittassistentin bei Juno Sylva Englander und Ulrike Pahl. Seit Anfang der 1990er-Jahre ist sie als freie Editorin von Dokumentar- und Spielfilmen für Kino und Fernsehen tätig. Andrea Wagner ist Mitglied der Akademie des Österreichischen Films und im Österreichischen Verband Filmschnitt.
Andrea Wagner arbeitete unter anderem mit Regisseuren wie Nikolaus Leytner, Nikolaus Geyrhalter, Michael Kreihsl, Michael Sturminger, Ulrich Seidl und Michael Glawogger zusammen.
Im Rahmen des Österreichischen Filmpreises 2011 war sie gemeinsam mit Benjamin Heisenberg in der Kategorie Bester Schnitt für Der Räuber nominiert. Für den Dokumentarfilm Dear Beautiful Beloved von Juri Rechinsky wurde sie für den Österreichischen Filmpreis 2025 in der Kategorie Bester Schnitt ausgezeichnet.

## Filmografie (Auswahl)
- 1994: Ein Anfang von Etwas
- 1995: Die Ameisenstraße
- 1995: Schwarze Tage
- 1996: Charms Zwischenfälle
- 1996: Schwarzfahrer
- 1996: Stille Wasser
- 1998: Megacities
- 1999: Große Gefühle
- 2001: Hundstage
- 2002: Blue Moon
- 2003: Jesus, du weißt
- 2004: Mein Vater, meine Frau und meine Geliebte
- 2004: Nacktschnecken
- 2007: Malibran Rediscovered
- 2010: Der Räuber
- 2010: Swans
- 2011: Allentsteig
- 2011: Donauspital-SMZ-Ost
- 2011: Weihnachtsengel küsst man nicht
- 2012: Lust der Männer
- 2013: CERN
- 2014: Landkrimi – Die Frau mit einem Schuh (Fernsehreihe)
- 2014: Landraub
- 2016: Liebe möglicherweise
- 2020: Vier Saiten (Fernsehfilm)
- 2021: Risiken und Nebenwirkungen
- 2021: Stadtkomödie – Man kann nicht alles haben (Fernsehreihe)
- 2021: Letzter Gipfel (Fernsehreihe)
- 2022: Letzte Bootsfahrt (Fernsehreihe)
- 2022: Sayonara Loreley (Fernsehfilm)
- 2023: Letzter Saibling (Fernsehreihe)
- 2024: Letzter Jodler (Fernsehreihe)
- 2024: Dear Beautiful Beloved